# Tibor Selymes
Tibor Selymes (* 14. Mai 1970 in Bălan, Kreis Harghita) ist ein ehemaliger rumänischer Fußballspieler, -funktionär und derzeitiger -trainer ungarischer Herkunft. Als Spieler bestritt Selymes insgesamt 395 Spiele in der rumänischen Divizia A, der belgischen 1. Division, der ungarischen Nemzeti Bajnokság und der zypriotischen First Division. Außerdem nahm er an der Fußball-Weltmeisterschaft 1994, der Fußball-Europameisterschaft 1996 und der Fußball-Weltmeisterschaft 1998 teil.

## Karriere als Spieler
Selymes verbrachte seine Kindheit in Târgu Secuiesc, wo er mit dem Fußballspielen 1983 bei C.S.Ș. Târgu Secuiesc begann. Bis zu seinem 14. Lebensjahr war er zusätzlich als Eishockeytorwart aktiv, entschied sich dann jedoch für den Fußball. 1987 wechselte er zu Viitorul Brașov und von dort zum FCM Brașov. Er rückte bereits 1987 in die erste Mannschaft auf, die seinerzeit in der höchsten rumänischen Fußballliga, der Divizia A spielte. Am 6. März 1988 bestritt er dort sein erstes Spiel beim 3:0 gegen CSM Suceava. Nachdem Selymes auf Anhieb Stammspieler wurde, wechselte er nach drei Jahren im Jahr 1990 zu einem der führenden rumänischen Vereine, zu Dinamo Bukarest. Dort schaffte er im Jahr 1992 mit dem Gewinn der rumänischen Meisterschaft den größten Erfolg seiner Karriere.
Nach drei erfolgreichen Jahren in Bukarest entschloss sich Selymes im Jahr 1993 zum Wechsel ins Ausland und schloss sich dem belgischen Verein Cercle Brügge an, der in der 1. Division spielte. In Brügge kämpfte er stets um den Klassenerhalt, so dass seiner weiteren Entwicklung, obwohl er bereits Nationalspieler war, Grenzen gesetzt waren. Im Jahr 1996 bekam er die Möglichkeit, zum RSC Anderlecht, dem belgischen Rekordmeister, zu wechseln. Allerdings konnte er in den drei Jahren in Anderlecht keine weiteren Titel gewinnen. In der Saison 1998/99 kam Selymes immer seltener zum Einsatz und wurde im Juli 1999, kurz nach Beginn der Saison 1999/2000, an den Ligakonkurrenten Standard Lüttich ausgeliehen.
Nachdem er im Sommer 2001 von Trainer Michel Preud’homme in die zweite Mannschaft von Standard verbannt worden war, verließ Selymes Belgien nach acht Jahren und wechselte in die ungarische Nemzeti Bajnokság zu Haladás Szombathely. Auch hier kam er selten zum Einsatz und konnte den Abstieg des Vereins in die zweite Liga am Saisonende nicht verhindern. Lázár Szentes, der Trainer von Haladás Szombathely, wechselte im Juli 2002 zu Debreceni VSC und nahm Selymes mit. Im Jahr 2004 verließ Selymes Ungarn für ein halbes Jahr und ließ seine Karriere in der zypriotischen First Division bei AEL Limassol ausklingen.
Aufgrund seiner Schnelligkeit wurde er zunächst als Linksaußen eingesetzt, bevor er mit immer mehr defensiven Aufgaben beauftragt wurde, so dass er sich letztendlich als linker Außenverteidiger einen Namen machte.
Insgesamt bestritt Selymes 19 Europapokalspiele für Dinamo Bukarest und RSC Anderlecht.

## Nationalmannschaft
Tibor Selymes bestritt zwischen 1992 und 1999 insgesamt 46 Spiele für die rumänische Fußballnationalmannschaft, erzielte dabei aber kein Tor. Sein Debüt gab er am 26. August 1992 gegen Mexiko. Selymes fuhr als Stammspieler zur Fußball-Weltmeisterschaft 1994 in die USA und zur Fußball-Europameisterschaft 1996 in England. Für die Fußball-Weltmeisterschaft 1998 in Frankreich wurde er von Nationaltrainer Anghel Iordănescu ebenfalls nominiert, kam aber nicht zum Einsatz. László Bölöni nominierte ihn im September 2000 ein letztes Mal für das Aufgebot der Nationalmannschaft, doch Selymes verletzte sich kurz vor dem WM-Qualifikationsspiel gegen Italien und kam am 7. Oktober 2000 nicht zum Einsatz.

## Karriere als Trainer
Nach dem Ende seiner Karriere erhielt Selymes von dem rumänisch-ungarischen Geschäftsmann László Máriusz Vízer das Angebot, Cheftrainer bei dem von ihm gesponserten Klub FC Sopron aus der Nemzeti Bajnokság zu werden. Bereits kurz nach Amtsantritt gewann er 2005 den ungarischen Pokal. Sein Engagement löste heftige Proteste seitens István Kisteleki, dem Präsidenten des Magyar Labdarúgó Szövetség, aus, da Selymes wie zahlreiche andere Trainer der ersten ungarischen Liga nur über eine A-, nicht aber über eine PRO-Lizenz verfügte. Im Februar 2006 löste Vízer den Trainervertrag mit Selymes auf und ernannte Giuseppe Signori zum Spielertrainer. Im Sommer 2006 kehrte er als Trainer zu FC Sopron zurück, wechselte jedoch bereits nach zwei Spieltagen der Saison 2006/07 in das Amt des Präsidenten. Nach nur wenigen Wochen übernahm Selymes erneut den Trainerjob beim FC Sopron, gab ihn Ende November 2006 jedoch an Aurél Csertői ab.
Am 19. September 2007 löste Selymes den Italiener Lorenzo Rubinacci als Trainer des rumänischen Zweitligisten CF Liberty Oradea ab, der ebenfalls von Vízer finanziert wurde. Nach nur einem Unentschieden und fünf Niederlagen in den ersten sechs Spielen der Zweitligasaison 2008/09 kündigte Selymes Mitte September 2008 seinen Vertrag bei Liberty, um sein Glück als Trainer in Kuwait zu suchen. Der Wechsel zerschlug sich jedoch aufgrund unterschiedlicher finanzieller Vorstellungen, woraufhin Selymes im Oktober 2008 von László Máriusz Vízer gebeten wurde, als Präsident zu Liberty Salonta zurückzukehren, nachdem der Trainerposten bereits an den Argentinier Héctor Alberto Ortega vergeben worden war. Kurze Zeit später übernahm Selymes dennoch auch die Traineraufgaben, kündigte seinen Vertrag jedoch am 17. November 2008 nach dem 15. Spieltag der Liga II und wurde durch seinen bisherigen Co-Trainer Gheorghe Ghiț abgelöst. Am 26. November 2008 gab er auch den Präsidentenposten bei Liberty Salonta auf und wurde durch Máriusz Vízer junior, den Sohn des Vereinsmäzens, ersetzt.
Am 12. August 2009 wurde er Trainer bei dem Bukarester Verein Sportul Studențesc, mit dem er 2010 den Aufstieg in die Liga 1 schaffte. Nach dem sechsten Spieltag der Saison 2009/10 verließ er den Verein und wurde am 5. September 2010 Cheftrainer des Ligakonkurrenten Astra Ploiești. Nach einem enttäuschenden Start in die Saison 2011/12 wurde er am 1. August 2011 bereits nach dem zweiten Spieltag entlassen. Am 27. September 2011 wurde Selymes Nachfolger von Ioan Sabău als Trainer bei FCM Târgu Mureș. Nach vier Spieltagen löste er am 2. November 2011 seinen Vertrag bereits wieder auf und kehrte einen Tag später als Trainer zu Astra Ploiești zurück. Dort wurde er jedoch nach der Heimniederlage am 17. Dezember 2011 gegen CFR Cluj zum zweiten Mal während derselben Saison entlassen. Am 15. Januar 2012 war Selymes als Beifahrer in einen schweren Autounfall verwickelt, bei dem er jedoch unverletzt blieb.
Anfang April 2013 übernahm Selymes die zweite Mannschaft von Dinamo Bukarest, gab diesen Posten im Juni 2013 aber bereits wieder auf, nachdem er die Möglichkeit erhalten hatte, Cheftrainer von Aufsteiger AFC Săgeata Năvodari in der Liga 1 zu werden. Diesen Posten musste er im Dezember 2013 wieder räumen und wurde durch Cătălin Anghel ersetzt. Anfang 2014 übernahm der den ungarischen Erstligisten Kaposvári Rákóczi FC. Nach dem Abstieg 2014 trennten sich die Wege wieder. Im September 2014 wurde er als Nachfolger von Michael Weiß Trainer von Oțelul Galați, das um den Klassenverbleib kämpfte. Anfang März 2015 wurde er entlassen und durch Florin Marin ersetzt. Zu Beginn der Saison 2015/16 wurde Selymes Cheftrainer von Petrolul Ploiești. Ende August 2015 wurde er nach acht Spieltagen bereits wieder entlassen. Anfang 2016 übernahm er für ein halbes Jahr den FC Delta Dobrogea Tulcea in der Liga III. Zuletzt trainierte er von Juni bis September 2017 Zweitligist Olimpia Satu Mare.

## Erfolge

### Als Spieler
- WM-Teilnehmer: 1994, 1998
- EM-Teilnehmer: 1996
- Rumänischer Meister: 1992

### Als Trainer
- Ungarischer Pokalsieger: 2005
- Aufstieg in die Liga 1: 2010

## Auszeichnungen
Am 25. März 2008 wurde Selymes vom rumänischen Staatspräsidenten Traian Băsescu für die Leistungen in der Nationalmannschaft mit dem Verdienstorden „Meritul sportiv“ III. Klasse ausgezeichnet.

## Verwandtschaft
Tibor Selymes ist der Neffe von Nicolae Miklos Selymes (* 11. März 1940), der für Steagul roșu Brașov und Dinamo Bukarest insgesamt 99-mal in der Divizia A spielte (15 Tore) und 1962 ein Länderspiel für Rumänien bestritt. Außerdem ist er der Sohn von Tibor Selymes, der in der Saison 1969/70 als Trainer von Minerul Bălan den vierten Rang in der Divizia C und damit die beste Platzierung in der Vereinsgeschichte erreichen konnte. Selymes ist geschieden und hat aus seiner Ehe zwei Töchter. Seine Familie lebt in Szombathely.